# Standard Luik in het seizoen 2015/16
Standard Luik in het seizoen 2015/16.

## Gebeurtenissen

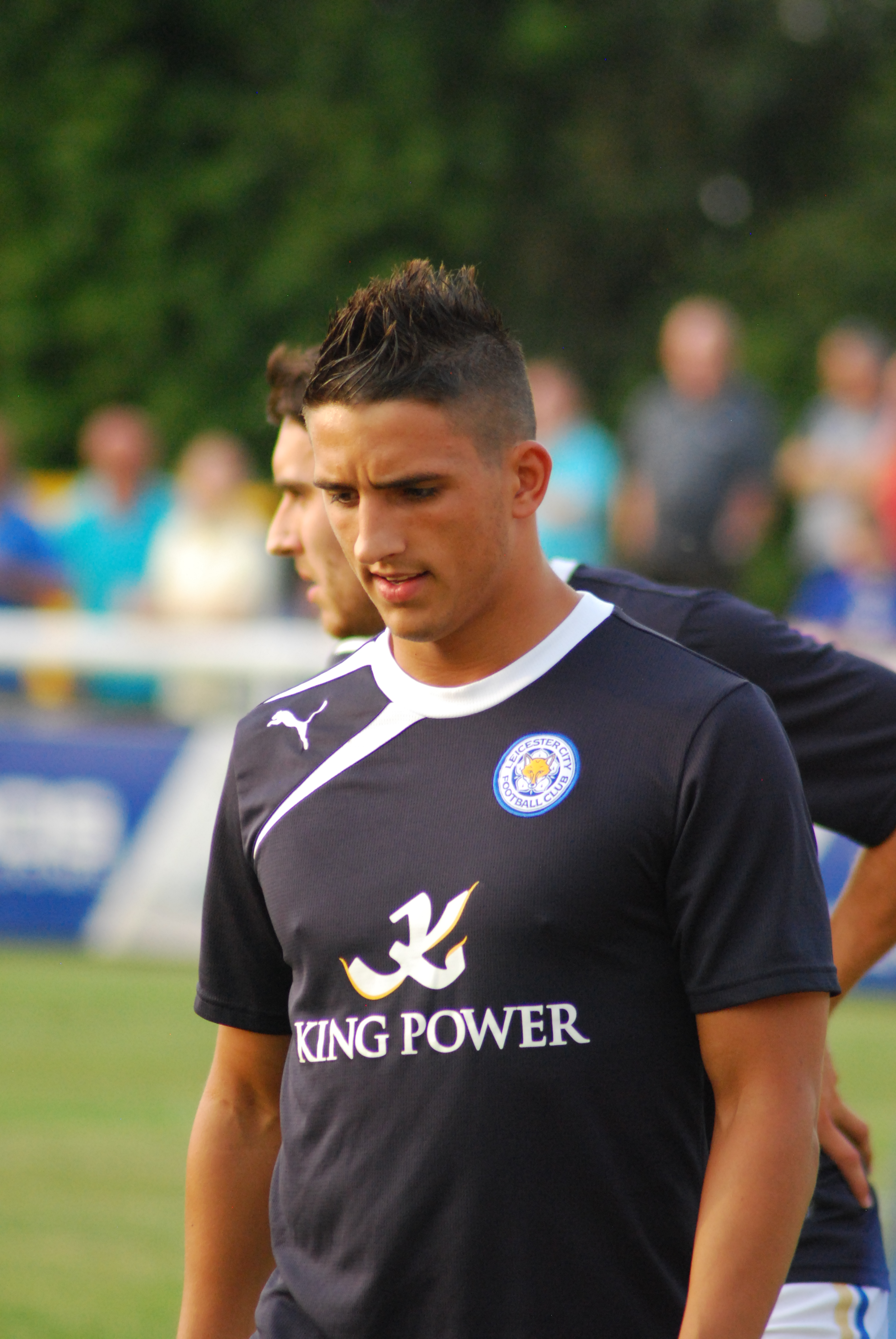
Enfant terrible Anthony Knockaert werd in de zomer overgenomen van Leicester City, speelde zich vervolgens bij een zwalpend Standard in de kijker en vertrok reeds in de winter naar Brighton & Hove Albion. Enkele maanden later haalde hij in een interview uit naar de supporters van Standard.

Op 24 juni 2015 stapte voorzitter Roland Duchâtelet op. De ondernemer, die omwille van zijn eigenzinnig beleid regelmatig bekritiseerd werd door de supporters, was al een poos op zoek naar een mogelijke overnemer. De in november 2014 aangestelde ondervoorzitter Bruno Venanzi, aandeelhouder van het energiebedrijf Lampiris, kocht binnen de club de aandelen van Duchâtelet over. Daardoor werd de Luikenaar de nieuwe voorzitter van Standard.
Na het seizoen 2014/15 nam Standard afscheid van trainer José Riga. Hij werd opgevolgd door de Serviër Slavoljub Muslin, die ook de Wit-Russische hulptrainer Sergej Goerenko mee naar Luik nam. Het duo zag in de zomer van 2015 onder meer Mehdi Carcela, Igor de Camargo, Geoffrey Mujangi Bia, Imoh Ezekiel en Eiji Kawashima vertrekken. In ruil trok de club onder meer Ivan Santini, Renaud Emond, Anthony Knockaert en Christian Brüls aan.
Standard begon slecht aan de competitie. Op de openingsspeeldag gingen de Rouches met 1–2 verliezen op het veld van KV Kortrijk. Begin augustus leek Standard de valse start verteerd te hebben. De club won twee competitiewedstrijden op rij en wist zich ook te kwalificeren voor de laatste voorronde van de UEFA Europa League. Het succes bleek echter van korte duur te zijn. Standard speelde in de competitie gelijk tegen promovendus Moeskroen-Péruwelz en verloor een week later ook van KV Oostende. Bovendien slaagde de club er niet in om zich te plaatsen voor de groepsfase van de Europa League. Het werd in de laatste voorronde uitgeschakeld door het Noorse Molde FK. Een dag na de uitschakeling werd Muslin ontslagen en nam assistent-coach Eric Deflandre tijdelijk de sportieve leiding over. Onder zijn hoede werd Standard enkele dagen later met 7–1 ingeblikt door Club Brugge.
Op 7 september 2015 werd trainer Yannick Ferrera weggeplukt bij Sint-Truidense VV. De net geen 36-jarige coach begon met veel ambitie aan zijn nieuwe baan, maar slaagde er niet meteen in om Standard beter te laten voetballen. In zijn eerste vijf wedstrijden veroverde hij slechts een punt, waardoor de club naar de laatste plaats in het klassement zakte. Bovendien zorgde de nieuwe voorzitter in die periode voor ophef door enkele opvallende uitspraken te doen in de media. Zo beweerde Venanzi dat de club zonder geld zat en dat er een speler in de Standard-selectie zat die een jaar eerder zijn trainer had betaald om te mogen spelen.
De ommekeer kwam er op 25 oktober 2015 toen Standard in extremis van Sporting Charleroi won. De Rouches kwamen in dat duel 2–1 achter, waarna de wedstrijd werd stilgelegd omdat enkele Standardsupporters vuurpijlen op het veld hadden gegooid. Na de onderbreking boog Standard de achterstand om in een 2–3-zege. Enkele weken later won Standard ook de topper tegen RSC Anderlecht. Het werd 1–0 na een vroeg doelpunt van ex-Anderlechtspeler Jonathan Legear.
In de terugronde begon Standard steeds meer punten te sprokkelen, ondanks wisselvallige resultaten. Zo werd er gewonnen van onder meer Zulte Waregem, Club Brugge en KSC Lokeren, maar ook met zware cijfers verloren van KV Oostende (4–1) en AA Gent (0–3). Desondanks raakte Standard uit de degradatiezone. Tijdens de wintermaanden versterkte de club zich met onder Miloš Kosanović en STVV-aanvallers Edmilson jr. en Jean-Luc Dompé. Daarnaast huurde de club ook de Spaanse doelman Víctor Valdés van Manchester United en de Griekse middenvelder Giannis Maniatis van Olympiakos. Mede door die transfers konden de Rouches in de reguliere competitie zelfs nog meestrijden om een plaats in de top zes. Maar ondanks zeges tegen rechtstreekse concurrenten KRC Genk en Charleroi en een gelijkspel in de topper tegen Anderlecht (3–3) moest Standard zich uiteindelijk tevreden stellen met de zevende plaats.
Na de reguliere competitie mocht Standard aan de slag in de bekerfinale. De Rouches hadden in de halve finale Genk uitgeschakeld. In de heenwedstrijd werd het 2–0 voor het aanvallend ingestelde Standard. In de terugwedstrijd telde aanvoerder Adrien Trebel de Limburgers uit door al na 28 minuten een uitdoelpunt te scoren. Het werd uiteindelijk 1–1, wat voldoende bleek voor een plaats in de finale. In die finale won Standard met 1–2 van titelverdediger Club Brugge. De Rouches kwamen via Dompé op voorsprong, maar Club kwam nog voor de rust op gelijke hoogte via Lior Refaelov. Na de pauze werd Club-aanvaller Abdoulay Diaby uitgesloten voor natrappen. Standard profiteerde pas in de 88e minuut van de man-meer-situatie. Doelman Ludovic Butelle schatte een voorzet verkeerd in, waardoor Santini de winnende treffer kon binnenkoppen. Door de bekerzege was Standard reeds in maart 2016 zeker van Europees voetbal.
In de daaropvolgende play-offs stond er omwille van de bekerwinst niks meer op het spel voor Standard. Trainer Ferrera begon te experimenteren en gaf verscheidene spelers uit de eigen jeugdopleiding een kans in het eerste elftal. Standard streed desondanks lange tijd mee om groepswinst. Op de voorlaatste speeldag van play-off II won KV Kortrijk dankzij een laat doelpunt met 1–0 van Standard. Door die nipte zege verzekerden de West-Vlamingen zich van groepswinst.

## Selectie
| Nr.           | Naam              | Nationaliteit | Geboortedatum | Vorige club                     |
| ------------- | ----------------- | ------------- | ------------- | ------------------------------- |
| Keepers       |                   |               |               |                                 |
| 1             | Víctor Valdés     | Spanje        | 14-01-1982    | Manchester United (2015)        |
| 16            | Yohann Thuram     | Frankrijk     | 31-10-1988    | Charlton Athletic (2014)        |
| 26            | Senne Vits        | België        | 31-08-1996    | Oud-Heverlee Leuven (2013–2015) |
| 28            | Guillaume Hubert  | België        | 11-01-1994    | Sint-Truidense VV (2015)        |
| Verdedigers   |                   |               |               |                                 |
| 2             | Réginal Goreux    | Haïti         | 31-12-1987    | FK Rostov (2014–2015)           |
| 5             | Jorge Teixeira    | Portugal      | 27-08-1986    | FC Zürich (2013–2014)           |
| 13            | Alexander Scholz  | Denemarken    | 24-10-1992    | KSC Lokeren (2013–2015)         |
| 19            | Damien Dussaut    | Frankrijk     | 08-11-1994    | Valenciennes (2013–2014)        |
| 20            | Samy Mmaee        | België        | 08-09-1996    | /                               |
| 24            | Corentin Fiore    | België        | 24-03-1995    | /                               |
| 27            | Darwin Andrade    | Colombia      | 11-02-1991    | Újpest FC (2014)                |
| 32            | Collins Fai       | Kameroen      | 13-08-1992    | Dinamo Boekarest (2013–2015)    |
| 33            | Miloš Kosanović   | Servië        | 28-05-1990    | KV Mechelen (2014–2015)         |
| 35            | Achraf Achaoui    | België        | 10-12-1996    | /                               |
| 36            | Dino Arslanagic   | België        | 24-04-1993    | /                               |
| Middenvelders |                   |               |               |                                 |
| 7             | Giannis Maniatis  | Griekenland   | 12-10-1986    | Olympiakos Piraeus (2011–2016)  |
| 6             | Jérôme Deom       | België        | 19-04-1999    | /                               |
| 8             | Gabriel Boschilia | Brazilië      | 05-03-1996    | AS Monaco (2015)                |
| 12            | Beni Badibanga    | België        | 19-02-1996    | /                               |
| 14            | Christian Brüls   | België        | 30-09-1989    | Stade Rennes (2014–2015)        |
| 15            | Farouk Miya       | Oeganda       | 26-11-1997    | Vipers SC (2013–2015)           |
| 17            | Mathieu Dossevi   | Togo          | 12-02-1988    | Olympiakos Piraeus (2014–2015)  |
| 21            | Eyong Enoh        | Kameroen      | 23-03-1986    | Antalyaspor (2014)              |
| 23            | Adrien Trebel     | Frankrijk     | 10-03-1991    | FC Nantes (2011–2014)           |
| 25            | Rochinha          | Portugal      | 03-05-1995    | Bolton Wanderers (2015)         |
| 30            | Jonathan Legear   | België        | 13-04-1987    | Blackpool FC (2014–2015)        |
| 44            | Martin Remacle    | België        | 16-05-1997    | /                               |
| 98            | Fadel Gobitaka    | België        | 16-01-1998    | /                               |
| Aanvallers    |                   |               |               |                                 |
| 9             | Renaud Emond      | België        | 05-12-1991    | Waasland-Beveren (2013–2015)    |
| 10            | Jean-Luc Dompé    | Frankrijk     | 12-08-1995    | Sint-Truidense VV (2015)        |
| 11            | Benjamin Tetteh   | Ghana         | 10-07-1997    | Dreams FC (2014–2015)           |
| 18            | Ivan Santini      | Kroatië       | 21-05-1989    | KV Kortrijk (2013–2015)         |
| 22            | Edmilson jr.      | België        | 19-08-1994    | Sint-Truidense VV (2012–2015)   |
| 29            | Hugo Cuypers      | België        | 07-02-1997    | /                               |
| 77            | Jonathan Okita    | België        | 05-10-1995    | AFC Tubize (2013–2014)          |
| 97            | Ryan Mmaee        | België        | 01-11-1997    | /                               |

Verdediger Olivier Kingue werd zes maanden gehuurd van Nkufo Academy, maar kwam niet in actie voor Standard.

### Technische staf
| Functie         | Naam                    | Nationaliteit | Opmerking                                        |
| --------------- | ----------------------- | ------------- | ------------------------------------------------ |
| Coach           | Yannick Ferrera         | België        | Vanaf 7 september 2015.                          |
| Assistent-coach | Yann Daniélou           | Frankrijk     | Vanaf 10 november 2015.                          |
| Video-analist   | William Still           | België        | Vanaf 9 september 2015.                          |
| Coach           | Slavoljub Muslin (foto) | Servië        | Ontslagen op 28 augustus 2015.                   |
| Assistent-coach | Sergej Goerenko         | Wit-Rusland   | Ontslagen op 28 augustus 2015.                   |
| Assistent-coach | Eric Deflandre          | België        | Hoofdcoach van 29 augustus tot 7 september 2015. |
| Keeperstrainer  | Jos Beckx               | België        |                                                  |
| Teammanager     | Pierre Rossi            | België        |                                                  |

## Bestuur
| Functie                  | Naam               | Nationaliteit | Opmerking               |
| ------------------------ | ------------------ | ------------- | ----------------------- |
| Voorzitter / Eigenaar    | Bruno Venanzi      | België        |                         |
| Algemeen directeur       | Bob Claes          | België        |                         |
| Sportief raadgever       | Daniel Van Buyten  | België        |                         |
| Sportief directeur       | Olivier Renard     | België        | Vanaf 18 februari 2016. |
| Sportief directeur       | Axel Lawarée       | België        | Tot 17 februari 2016.   |
| Marketing & Communicatie | Alexandre Grosjean | België        |                         |
| Hoofd jeugdopleiding     | Christophe Dessy   | België        | Tot 17 februari 2016.   |
| Hoofd jeugdopleiding     | Ingrid Vanherle    | België        | Vanaf 18 februari 2016. |

## Uitrustingen
Shirtsponsor(s): Base / VOO

Sportmerk: Kappa
| Thuis | Uit | Alternatief | Doelman | Training |  |

## Transfers

### Zomer
| Naam                 | Nationaliteit     | Van / Naar          | Bedrag / Type  |
| -------------------- | ----------------- | ------------------- | -------------- |
| Inkomend             |                   |                     |                |
| Ivan Santini         | Kroatië           | KV Kortrijk         | € 2.000.000    |
| Mohamed Yattara      | Guinee            | Olympique Lyon      | € 2.200.000    |
| Renaud Emond         | België            | Waasland-Beveren    | € 1.000.000    |
| Benjamin Tetteh      | Ghana             | Dreams FC           | niet bekend    |
| Rochinha             | Portugal          | Benfica             | niet bekend    |
| Senne Vits           | België            | Oud-Heverlee Leuven | Transfervrij   |
| Anthony Knockaert    | Frankrijk         | Leicester City      | Transfervrij   |
| François Marquet     | België            | PSV                 | Einde huur     |
| Yannis Mbombo        | België            | AJ Auxerre          | Einde huur     |
| Anil Koç             | België            | Sint-Truiden        | Einde huur     |
| Alpaslan Öztürk      | Turkije           | Kasımpaşa SK        | Einde huur     |
| Danny Verbeek        | Nederland         | FC Utrecht          | Einde huur     |
| Faysel Kasmi         | België            | Lierse SK           | Huur           |
| Ahmed El Messaoudi   | België            | Lierse SK           | Huur           |
| Christian Brüls      | België            | Stade Rennes        | Huur           |
| Mathieu Dossevi      | Togo              | Olympiakos Piraeus  | Huur           |
| TOTAAL UITGAVEN:     | TOTAAL UITGAVEN:  | TOTAAL UITGAVEN:    | € 5.200.000    |
| Uitgaand             |                   |                     |                |
| Mehdi Carcela        | Marokko           | Benfica             | € 2.000.000    |
| Yoni Buyens          | België            | KRC Genk            | € 675.000      |
| Jonathan Viera       | Spanje            | Las Palmas          | € 900.000      |
| Jeff Louis           | Haïti             | SM Caen             | € 1.200.000    |
| Ricardo Faty         | Senegal           | Bursaspor           | € 700.000      |
| Zinho Vanheusden     | België            | Internazionale      | € 800.000      |
| Igor de Camargo      | België            | KRC Genk            | Transfervrij   |
| Merveille Goblet     | België            | Waasland-Beveren    | Transfervrij   |
| Danny Verbeek        | Nederland         | NAC Breda           | Transfervrij   |
| Yuji Ono             | Japan             | Sint-Truiden        | niet bekend    |
| Geoffrey Mujangi Bia | België            | FC Sion             | € 1.200.000    |
| Yannis Mbombo        | België            | Sint-Truiden        | Huur           |
| François Marquet     | België            | Moeskroen-Péruwelz  | Huur           |
| Frédéric Bulot       | Frankrijk         | Stade de Reims      | Transfervrij   |
| Paul-José Mpoku      | België            | Chievo Verona       | € 3.900.000    |
| Deni Milošević       | België            | Waasland-Beveren    | Huur           |
| Lucas Pirard         | België            | Lommel United       | Huur           |
| Alpaslan Öztürk      | Turkije           | Eskişehirspor       | Huur           |
| Imoh Ezekiel         | Nigeria           | Al-Arabi            | Einde huur     |
| Vinícius Araújo      | Brazilië          | Valencia            | Einde huur     |
| Jiloan Hamad         | Zweden            | Hoffenheim          | Einde huur     |
| Eiji Kawashima       | Japan             | Dundee United       | Einde contract |
| Anil Koç             | België            | FC Eindhoven        | Einde contract |
| Ronnie Stam          | Nederland         | NAC Breda           | Einde contract |
| Astrit Ajdarević     | Zweden            | Örebro SK           | Einde contract |
| Reda Jaadi           | Marokko           |                     | Einde contract |
| Tortol Lumanza       | België            | Waasland-Beveren    | Einde contract |
| TOTAAL INKOMSTEN:    | TOTAAL INKOMSTEN: | TOTAAL INKOMSTEN:   | € 11.375.000   |

### Oktober 2015
| Naam           | Nationaliteit | Van / Naar   | Bedrag / Type |
| -------------- | ------------- | ------------ | ------------- |
| Inkomend       |               |              |               |
| Yannis Mbombo  | België        | Sint-Truiden | Einde huur    |
| Réginal Goreux | België        | zonder club  | Transfervrij  |

### Winter
| Naam               | Nationaliteit     | Van / Naar             | Bedrag / Type |
| ------------------ | ----------------- | ---------------------- | ------------- |
| Inkomend           |                   |                        |               |
| Edmilson jr.       | België            | Sint-Truiden           | € 1.500.000   |
| Miloš Kosanović    | Servië            | KV Mechelen            | € 2.200.000   |
| Jean-Luc Dompé     | Frankrijk         | Sint-Truiden           | € 1.500.000   |
| Collins Fai        | Kameroen          | Dinamo Boekarest       | € 150.000     |
| Olivier Kingue     | Kameroen          | Nkufo Academy          | Huur          |
| Gabriel Boschilia  | Brazilië          | AS Monaco              | Huur          |
| Farouk Miya        | Oeganda           | Vipers SC              | Huur          |
| Víctor Valdés      | Spanje            | Manchester United      | Huur          |
| Mathieu Dossevi    | Togo              | Olympiakos Piraeus     | € 1.300.000   |
| Giannis Maniatis   | Griekenland       | Olympiakos Piraeus     | Huur          |
| TOTAAL UITGAVEN:   | TOTAAL UITGAVEN:  | TOTAAL UITGAVEN:       | € 6.650.000   |
| Uitgaand           |                   |                        |               |
| Mohamed Yattara    | Guinee            | Angers                 | Huur          |
| Alexis De Sart     | België            | Sint-Truiden           | niet bekend   |
| Damien Dussaut     | Frankrijk         | Sint-Truiden           | niet bekend   |
| Anthony Knockaert  | Frankrijk         | Brighton & Hove Albion | € 3.500.000   |
| Faysel Kasmi       | België            | Lierse SK              | Einde huur    |
| Jorge Teixeira     | Portugal          | Charlton Athletic      | € 500.000     |
| Martin Milec       | Slovenië          | Roda JC                | Huur          |
| Jelle Van Damme    | België            | LA Galaxy              | Gratis        |
| Ahmed El Messaoudi | België            | Lierse SK              | Einde huur    |
| Sambou Yatabaré    | Mali              | Olympiakos Piraeus     | Einde huur    |
| Julien De Sart     | België            | Middlesbrough          | niet bekend   |
| Yannis Mbombo      | België            | FC Sochaux             | Huur          |
| TOTAAL INKOMSTEN:  | TOTAAL INKOMSTEN: | TOTAAL INKOMSTEN:      | € 4.000.000   |

## Jupiler Pro League

### Wedstrijden
| Wedstrijddetails                                               | Thuisploeg                                                                   | Uitslag                         | Uitploeg                                 | Opstelling | Kaarten                                                                           |
| -------------------------------------------------------------- | ---------------------------------------------------------------------------- | ------------------------------- | ---------------------------------------- | --- | --------------------------------------------------------------------------------- |
| Heenronde                                                      |                                                                              |                                 |                                          | |                                                                                   |
| 25 juli 2015 18:00 Guldensporenstadion Kortrijk                | KV Kortrijk                                                                  | 2-1                             | Standard Luik                            | Thuram Milec, Arslanagic (46' J. De Sart), Scholz, Van Damme Trebel, Faty, Kasmi (82' Badibanga) Legear (70' Yattara), Santini, Knockaert         | 9' Van Damme 22' Knockaert 28' Arslanagic 46' Trebel                              |
| 25 juli 2015 18:00 Guldensporenstadion Kortrijk                | 40' Chanot 64' Chanot                                                        | 1-0 1-1 2-1                     | 50' Knockaert                            | Thuram Milec, Arslanagic (46' J. De Sart), Scholz, Van Damme Trebel, Faty, Kasmi (82' Badibanga) Legear (70' Yattara), Santini, Knockaert         | 9' Van Damme 22' Knockaert 28' Arslanagic 46' Trebel                              |
| 2 augustus 2015 18:00 Stade Maurice Dufrasne Luik              | Standard Luik                                                                | 2-1                             | Zulte Waregem                            | Thuram Milec, Faty, Scholz, Van Damme J. De Sart, Enoh, Trebel (85' El Messaoudi) Kasmi, Santini (62' Yattara), Knockaert (71' Andrade)           | 90+5' J. De Sart                                                                  |
| 2 augustus 2015 18:00 Stade Maurice Dufrasne Luik              | 5' Enoh 59' Santini                                                          | 1-0 1-1 2-1                     | 29' Thiam                                | Thuram Milec, Faty, Scholz, Van Damme J. De Sart, Enoh, Trebel (85' El Messaoudi) Kasmi, Santini (62' Yattara), Knockaert (71' Andrade)           | 90+5' J. De Sart                                                                  |
| 9 augustus 2015 20:00 Stade Maurice Dufrasne Luik              | Standard Luik                                                                | 1-0                             | Waasland-Beveren                         | Thuram Andrade, Teixeira, Faty, Van Damme (87' Fiore) J. De Sart, Enoh, Trebel Kasmi (73' Badibanga), Yattara (64' Santini), Knockaert            |                                                                                   |
| 9 augustus 2015 20:00 Stade Maurice Dufrasne Luik              | 63' Faty                                                                     | 1-0                             |                                          | Thuram Andrade, Teixeira, Faty, Van Damme (87' Fiore) J. De Sart, Enoh, Trebel Kasmi (73' Badibanga), Yattara (64' Santini), Knockaert            |                                                                                   |
| 15 augustus 2015 18:00 Le Canonnier Moeskroen                  | Moeskroen-Péruwelz                                                           | 1-1                             | Standard Luik                            | Thuram Andrade (78' Legear), Teixeira, Faty, Van Damme J. De Sart (61' Yattara), Enoh, Trebel Badibanga (46' Milec), Santini, Knockaert           | 54' Enoh 66' Santini 88' Teixeira                                                 |
| 15 augustus 2015 18:00 Le Canonnier Moeskroen                  | 42' Peyre                                                                    | 0-1 1-1                         | 23' Knockaert                            | Thuram Andrade (78' Legear), Teixeira, Faty, Van Damme J. De Sart (61' Yattara), Enoh, Trebel Badibanga (46' Milec), Santini, Knockaert           | 54' Enoh 66' Santini 88' Teixeira                                                 |
| 23 augustus 2015 18:00 Stade Maurice Dufrasne Luik             | Standard Luik                                                                | 1-2                             | KV Oostende                              | Thuram Andrade, Faty, Fiore, Van Damme J. De Sart, Enoh, Trebel (88' R. Mmaee) Brüls (84' Legear), Yattara, Knockaert                             | 45' Faty 75' Van Damme                                                            |
| 23 augustus 2015 18:00 Stade Maurice Dufrasne Luik             | 3' Brüls                                                                     | 1-0 1-1 1-2                     | 14' Akpala 78' Musona                    | Thuram Andrade, Faty, Fiore, Van Damme J. De Sart, Enoh, Trebel (88' R. Mmaee) Brüls (84' Legear), Yattara, Knockaert                             | 45' Faty 75' Van Damme                                                            |
| 30 augustus 2015 14:30 Jan Breydelstadion Brugge               | Club Brugge                                                                  | 7-1                             | Standard Luik                            | Thuram Milec, Teixeira, Arslanagic (46' Fiore), Van Damme Brüls, Enoh, Trebel, Knockaert Santini (75' J. De Sart), Yattara (46' R. Mmaee)         | 22' Enoh                                                                          |
| 30 augustus 2015 14:30 Jan Breydelstadion Brugge               | 8' Diaby 32' Vormer 36' Oulare 37' Diaby 71' Claudemir 77' Diaby 90+1' Diaby | 1-0 2-0 2-1 3-1 4-1 5-1 6-1 7-1 | 35' Santini                              | Thuram Milec, Teixeira, Arslanagic (46' Fiore), Van Damme Brüls, Enoh, Trebel, Knockaert Santini (75' J. De Sart), Yattara (46' R. Mmaee)         | 22' Enoh                                                                          |
| 13 september 2015 14:30 Stade Maurice Dufrasne Luik            | Standard Luik                                                                | 0-1                             | KSC Lokeren                              | Thuram Milec, Arslanagic, Fiore, Van Damme Brüls (77' Santini), J. De Sart (59' Yatabaré), Trebel Dossevi, Yattara (59' Emond), Knockaert         | 39' Knockaert 68' Emond                                                           |
| 13 september 2015 14:30 Stade Maurice Dufrasne Luik            |                                                                              | 0-1                             | 86' Marić                                | Thuram Milec, Arslanagic, Fiore, Van Damme Brüls (77' Santini), J. De Sart (59' Yatabaré), Trebel Dossevi, Yattara (59' Emond), Knockaert         | 39' Knockaert 68' Emond                                                           |
| 20 september 2015 14:30 Ghelamco Arena Gent                    | AA Gent                                                                      | 4-1                             | Standard Luik                            | Thuram Dussaut, Arslanagic, Fiore, Van Damme, Andrade Dossevi (70' Badibanga), Yatabaré, Trebel Knockaert (66' S. Mmaee), Emond (58' Yattara)     | 17' Yatabaré 45+1' Arslanagic 45+1' Knockaert 56' Fiore 64' Dussaut 64' Van Damme |
| 20 september 2015 14:30 Ghelamco Arena Gent                    | 42' Kums 45+2' Miličević 62' Matton 90' Matton                               | 0-1 1-1 2-1 3-1 4-1             | 2' Knockaert                             | Thuram Dussaut, Arslanagic, Fiore, Van Damme, Andrade Dossevi (70' Badibanga), Yatabaré, Trebel Knockaert (66' S. Mmaee), Emond (58' Yattara)     | 17' Yatabaré 45+1' Arslanagic 45+1' Knockaert 56' Fiore 64' Dussaut 64' Van Damme |
| 26 september 2015 20:30 Stade Maurice Dufrasne Luik            | Standard Luik                                                                | 2-2                             | Oud-Heverlee Leuven                      | Thuram Milec, Teixeira, Van Damme, Andrade (56' Badibanga) Brüls (46' Kasmi), Yatabaré, Trebel Dossevi, Emond, Knockaert (67' Santini)            | 34' Trebel 45+1' Emond                                                            |
| 26 september 2015 20:30 Stade Maurice Dufrasne Luik            | 60' Emond 76' Santini                                                        | 0-1 0-2 1-2 2-2                 | 1' Croizet 43' Remacle                   | Thuram Milec, Teixeira, Van Damme, Andrade (56' Badibanga) Brüls (46' Kasmi), Yatabaré, Trebel Dossevi, Emond, Knockaert (67' Santini)            | 34' Trebel 45+1' Emond                                                            |
| 4 oktober 2015 18:00 Cristal Arena Genk                        | KRC Genk                                                                     | 3-1                             | Standard Luik                            | Thuram Milec (46' Badibanga), Teixeira, Fiore, Van Damme, Andrade (69' Dossevi) Knockaert, Yatabaré (57' J. De Sart), Trebel Emond, Santini       | 17' Yatabaré 72' Trebel 81' Thuram                                                |
| 4 oktober 2015 18:00 Cristal Arena Genk                        | 13' Kabasele 75' De Camargo 78' Buffel                                       | 1-0 2-0 3-0 3-1                 | 90' Knockaert                            | Thuram Milec (46' Badibanga), Teixeira, Fiore, Van Damme, Andrade (69' Dossevi) Knockaert, Yatabaré (57' J. De Sart), Trebel Emond, Santini       | 17' Yatabaré 72' Trebel 81' Thuram                                                |
| 17 oktober 2015 18:00 Stade Maurice Dufrasne Luik              | Standard Luik                                                                | 1-2                             | KVC Westerlo                             | Thuram Milec, Teixeira, Arslanagic, Andrade (60' Knockaert) Dossevi, J. De Sart, Trebel (74' Legear), Badibanga Tetteh, Yattara (46' Emond)       | 38' Tetteh 73' Badibanga 75' Teixeira                                             |
| 17 oktober 2015 18:00 Stade Maurice Dufrasne Luik              | 64' Tetteh                                                                   | 0-1 0-2 1-2                     | 9' De Ceulaer 44' De Ceulaer             | Thuram Milec, Teixeira, Arslanagic, Andrade (60' Knockaert) Dossevi, J. De Sart, Trebel (74' Legear), Badibanga Tetteh, Yattara (46' Emond)       | 38' Tetteh 73' Badibanga 75' Teixeira                                             |
| 25 oktober 2015 18:00 Stade du Pays de Charleroi Charleroi     | Sporting Charleroi                                                           | 2-3*                            | Standard Luik                            | Hubert Goreux, Teixeira, Arslanagic, Van Damme Yatabaré (82' J. De Sart), Knockaert, Trebel Dossevi, Yattara (71' Emond), Badibanga (78' Santini) | 26' Van Damme 66' Goreux                                                          |
| 25 oktober 2015 18:00 Stade du Pays de Charleroi Charleroi     | 36' Perbet 59' Baby                                                          | 0-1 1-1 2-1 2-2 2-3             | 25' Arslanagic 85' Van Damme 89' Emond   | Hubert Goreux, Teixeira, Arslanagic, Van Damme Yatabaré (82' J. De Sart), Knockaert, Trebel Dossevi, Yattara (71' Emond), Badibanga (78' Santini) | 26' Van Damme 66' Goreux                                                          |
| 28 oktober 2015 20:30 Stade Maurice Dufrasne Luik              | Standard Luik                                                                | 2-1                             | KV Mechelen                              | Hubert Goreux, Teixeira, Arslanagic, Fiore Yatabaré, Knockaert (83' Tetteh), Trebel Dossevi, Yattara (69' Emond), Badibanga (75' Brüls)           | 79' Knockaert 90+1' Yatabaré                                                      |
| 28 oktober 2015 20:30 Stade Maurice Dufrasne Luik              | 5' Knockaert 23' Yattara                                                     | 1-0 2-0 2-1                     | 90+2' Kosanović                          | Hubert Goreux, Teixeira, Arslanagic, Fiore Yatabaré, Knockaert (83' Tetteh), Trebel Dossevi, Yattara (69' Emond), Badibanga (75' Brüls)           | 79' Knockaert 90+1' Yatabaré                                                      |
| 1 november 2015 14:30 Stayen Sint-Truiden                      | Sint-Truiden                                                                 | 1-0                             | Standard Luik                            | Hubert Goreux, Teixeira, Arslanagic, Van Damme Yatabaré (64' Brüls), Knockaert, Trebel Dossevi, Yattara (64' Tetteh), Badibanga (76' Emond)       | 30' Yattara 32' Arslanagic 38' Dossevi 65' Trebel 90+4' Tetteh                    |
| 1 november 2015 14:30 Stayen Sint-Truiden                      | 56' Edmilson Jr.                                                             | 1-0                             |                                          | Hubert Goreux, Teixeira, Arslanagic, Van Damme Yatabaré (64' Brüls), Knockaert, Trebel Dossevi, Yattara (64' Tetteh), Badibanga (76' Emond)       | 30' Yattara 32' Arslanagic 38' Dossevi 65' Trebel 90+4' Tetteh                    |
| 8 november 2015 14:30 Stade Maurice Dufrasne Luik              | Standard Luik                                                                | 1-0                             | RSC Anderlecht                           | Hubert Goreux, Teixeira, Arslanagic, Van Damme Dossevi, Yatabaré, Trebel Legear (70' Tetteh), Emond (46' Brüls), Knockaert (86' Milec)            | 48' Knockaert 72' Brüls 89' Teixeira 90+4' Brüls                                  |
| 8 november 2015 14:30 Stade Maurice Dufrasne Luik              | 4' Legear                                                                    | 1-0                             |                                          | Hubert Goreux, Teixeira, Arslanagic, Van Damme Dossevi, Yatabaré, Trebel Legear (70' Tetteh), Emond (46' Brüls), Knockaert (86' Milec)            | 48' Knockaert 72' Brüls 89' Teixeira 90+4' Brüls                                  |
| Terugronde                                                     |                                                                              |                                 |                                          | |                                                                                   |
| 22 november 2015 14:30 Stade Maurice Dufrasne Luik             | Standard Luik                                                                | 1-1                             | KV Kortrijk                              | Hubert Goreux, Teixeira, Arslanagic (56' Fiore), Van Damme Enoh, Trebel, J. De Sart (61' Badibanga) Dossevi, Tetteh (73' Santini), Legaer         | 32' Enoh 51' Van Damme                                                            |
| 22 november 2015 14:30 Stade Maurice Dufrasne Luik             | 83' Santini                                                                  | 0-1 1-1                         | 80' Papazoglou                           | Hubert Goreux, Teixeira, Arslanagic (56' Fiore), Van Damme Enoh, Trebel, J. De Sart (61' Badibanga) Dossevi, Tetteh (73' Santini), Legaer         | 32' Enoh 51' Van Damme                                                            |
| 27 november 2015 20:30 Regenboogstadion Waregem                | Zulte Waregem                                                                | 2-3**                           | Standard Luik                            | Hubert Goreux, Teixeira, Arslanagic, Andrade Dossevi (80' Badibanga), Fiore, Trebel Knockaert, Santini (73' Emond), Legaer (66' Brüls)            | 24' Trebel 55' Santini 64' Trebel 86' Goreux 90+3' Hubert                         |
| 27 november 2015 20:30 Regenboogstadion Waregem                | 52' Thiam 87' Verboom                                                        | 0-1 0-2 1-2 1-3 2-3             | 8' Diallo (own) 14' Teixeira 78' Dossevi | Hubert Goreux, Teixeira, Arslanagic, Andrade Dossevi (80' Badibanga), Fiore, Trebel Knockaert, Santini (73' Emond), Legaer (66' Brüls)            | 24' Trebel 55' Santini 64' Trebel 86' Goreux 90+3' Hubert                         |
| 5 december 2015 20:30 Freethiel Beveren                        | Waasland-Beveren                                                             | 0-0                             | Standard Luik                            | Hubert Milec, Scholz, Arslanagic, Van Damme Yatabaré, Knockaert, Brüls (31' Enoh) Dossevi, Emond (77' Tetteh), Badibanga (42' Teixeira)           | 37' Arslanagic 55' Knockaert 90+2' Van Damme                                      |
| 5 december 2015 20:30 Freethiel Beveren                        |                                                                              |                                 |                                          | Hubert Milec, Scholz, Arslanagic, Van Damme Yatabaré, Knockaert, Brüls (31' Enoh) Dossevi, Emond (77' Tetteh), Badibanga (42' Teixeira)           | 37' Arslanagic 55' Knockaert 90+2' Van Damme                                      |
| 13 december 2015 14:30 Stade Maurice Dufrasne Luik             | Standard Luik                                                                | 2-0                             | Club Brugge                              | Hubert Milec, Teixeira, Scholz, Van Damme Yatabaré, Trebel (88' Fiore), Knockaert Dossevi, Santini (81' Emond), Legear (76' J. De Sart)           | 59' Santini                                                                       |
| 13 december 2015 14:30 Stade Maurice Dufrasne Luik             | 50' Van Damme 66' Dossevi                                                    | 1-0 2-0                         |                                          | Hubert Milec, Teixeira, Scholz, Van Damme Yatabaré, Trebel (88' Fiore), Knockaert Dossevi, Santini (81' Emond), Legear (76' J. De Sart)           | 59' Santini                                                                       |
| 20 december 2015 18:00 Albertparkstadion Oostende              | KV Oostende                                                                  | 4-1                             | Standard Luik                            | Hubert Goreux, Teixeira, Scholz (72' Arslanagic), Andrade Yatabaré, Trebel, Knockaert Milec (57' Badibanga), Santini (65' Emond), Dossevi         | 53' Milec 62' Dossevi 75' Trebel                                                  |
| 20 december 2015 18:00 Albertparkstadion Oostende              | 3' Berrier 31' Musona 50' Musona 66' Canesin                                 | 1-0 1-1 2-1 3-1 4-1             | 20' Milec                                | Hubert Goreux, Teixeira, Scholz (72' Arslanagic), Andrade Yatabaré, Trebel, Knockaert Milec (57' Badibanga), Santini (65' Emond), Dossevi         | 53' Milec 62' Dossevi 75' Trebel                                                  |
| 27 december 2015 14:30 Stade Maurice Dufrasne Luik             | Standard Luik                                                                | 3-0                             | Moeskroen-Péruwelz                       | Hubert Goreux, Teixeira, Scholz, Van Damme Enoh, Fiore, Knockaert (74' Emond) Dossevi (88' Gobitaka), Santini, Badibanga (84' Andrade)            | 40' Badibanga                                                                     |
| 27 december 2015 14:30 Stade Maurice Dufrasne Luik             | 39' Badibanga 66' Dossevi 81' Santini                                        | 1-0 2-0 3-0                     |                                          | Hubert Goreux, Teixeira, Scholz, Van Damme Enoh, Fiore, Knockaert (74' Emond) Dossevi (88' Gobitaka), Santini, Badibanga (84' Andrade)            | 40' Badibanga                                                                     |
| 17 januari 2016 18:00 Daknamstadion Lokeren                    | KSC Lokeren                                                                  | 0-2                             | Standard Luik                            | Hubert Goreux, Scholz, Kosanović, Fiore Yatabaré, Trebel, Boschilia (71' Tetteh) Badibanga, Santini (81' Emond), Edmilson jr. (88' Gobitaka)      | 12' Kosanović                                                                     |
| 17 januari 2016 18:00 Daknamstadion Lokeren                    |                                                                              | 0-1 0-2                         | 56' Santini 65' Santini                  | Hubert Goreux, Scholz, Kosanović, Fiore Yatabaré, Trebel, Boschilia (71' Tetteh) Badibanga, Santini (81' Emond), Edmilson jr. (88' Gobitaka)      | 12' Kosanović                                                                     |
| 24 januari 2016 18:00 Stade Maurice Dufrasne Luik              | Standard Luik                                                                | 0-3                             | AA Gent                                  | Hubert Goreux, Scholz, Kosanović, Fiore Yatabaré (63' Boschilia), Trebel, Enoh Dossevi, Emond (58' Santini), Edmilson jr. (74' Badibanga)         | 57' Yatabaré 61' Enoh 90+2' Fiore                                                 |
| 24 januari 2016 18:00 Stade Maurice Dufrasne Luik              |                                                                              | 0-1 0-2 0-3                     | 49' Depoitre 55' Kums 70' Dejaegere      | Hubert Goreux, Scholz, Kosanović, Fiore Yatabaré (63' Boschilia), Trebel, Enoh Dossevi, Emond (58' Santini), Edmilson jr. (74' Badibanga)         | 57' Yatabaré 61' Enoh 90+2' Fiore                                                 |
| 30 januari 2016 18:00 Den Dreef Leuven                         | Oud-Heverlee Leuven                                                          | 0-2                             | Standard Luik                            | Valdés Goreux, Scholz, Kosanović, Fiore Enoh, Trebel (87' Arslanagic), Boschilia (69' Tetteh) Dossevi (46' Legear), Santini, Edmilson jr.         | 24' Goreux 38' Enoh 63' Boschilia 85' Valdés                                      |
| 30 januari 2016 18:00 Den Dreef Leuven                         |                                                                              | 0-1 0-2                         | 4' Dossevi 26' Boschilia                 | Valdés Goreux, Scholz, Kosanović, Fiore Enoh, Trebel (87' Arslanagic), Boschilia (69' Tetteh) Dossevi (46' Legear), Santini, Edmilson jr.         | 24' Goreux 38' Enoh 63' Boschilia 85' Valdés                                      |
| 7 februari 2016 18:00 Stade Maurice Dufrasne Luik              | Standard Luik                                                                | 1-2                             | Sint-Truiden                             | Valdés Goreux, Scholz, Kosanović, Fiore Maniatis (58' Badibanga), Trebel, Boschilia (75' Dompé) Dossevi, Santini (58' Tetteh), Edmilson jr.       | 37' Goreux                                                                        |
| 7 februari 2016 18:00 Stade Maurice Dufrasne Luik              | 21' Edmilson jr.                                                             | 1-0 1-1 1-2                     | 43' Proschwitz 60' Proschwitz            | Valdés Goreux, Scholz, Kosanović, Fiore Maniatis (58' Badibanga), Trebel, Boschilia (75' Dompé) Dossevi, Santini (58' Tetteh), Edmilson jr.       | 37' Goreux                                                                        |
| 14 februari 2016 18:00 't Kuipje Westerlo                      | KVC Westerlo                                                                 | 2-0                             | Standard Luik                            | Hubert Goreux, Scholz, Kosanović, Fiore (71' Boschilia) Dossevi, Maniatis, Trebel, Badibanga (58' Emond) Tetteh, Santini (57' Edmilson jr.)       |                                                                                   |
| 14 februari 2016 18:00 't Kuipje Westerlo                      | 53' De Ceulaer 56' Gounongbe (pen.)                                          | 1-0 2-0                         |                                          | Hubert Goreux, Scholz, Kosanović, Fiore (71' Boschilia) Dossevi, Maniatis, Trebel, Badibanga (58' Emond) Tetteh, Santini (57' Edmilson jr.)       |                                                                                   |
| 20 februari 2016 18:00 Stade Maurice Dufrasne Luik             | Standard Luik                                                                | 3-0                             | Sporting Charleroi                       | Hubert Fai, Scholz, Kosanović, Fiore Enoh, Trebel, Boschilia (46' Dompé) Dossevi, Santini (79' Emond), Edmilson jr. (69' Maniatis)                | 41' Fiore                                                                         |
| 20 februari 2016 18:00 Stade Maurice Dufrasne Luik             | 15' Santini 48' Trebel 68' Dossevi                                           | 1-0 2-0 3-0                     |                                          | Hubert Fai, Scholz, Kosanović, Fiore Enoh, Trebel, Boschilia (46' Dompé) Dossevi, Santini (79' Emond), Edmilson jr. (69' Maniatis)                | 41' Fiore                                                                         |
| 28 februari 2016 18:00 Constant Vanden Stockstadion Anderlecht | RSC Anderlecht                                                               | 3-3                             | Standard Luik                            | Valdés Fai, Scholz, Kosanović, Fiore Enoh (82' Dompé), Trebel, Dossevi Badibanga (71' Brüls), Santini (76' Tetteh), Edmilson jr.                  | 54' Valdés 62' Edmilson jr. 73' Fai                                               |
| 28 februari 2016 18:00 Constant Vanden Stockstadion Anderlecht | 13' Suárez 55' Okaka 74' Lukebakio                                           | 1-0 1-1 1-2 2-2 2-3 3-3         | 16' Santini 31' Kosanović 66' Kara (own) | Valdés Fai, Scholz, Kosanović, Fiore Enoh (82' Dompé), Trebel, Dossevi Badibanga (71' Brüls), Santini (76' Tetteh), Edmilson jr.                  | 54' Valdés 62' Edmilson jr. 73' Fai                                               |
| 5 maart 2016 20:00 Stade Maurice Dufrasne Luik                 | Standard Luik                                                                | 2-1                             | KRC Genk                                 | Valdés Fai, Scholz, Kosanović, Andrade Enoh (13' Maniatis), Trebel, Dossevi Dompé (80' Emond), Santini (89' Arslanagic), Edmilson jr.             | 2' Enoh 88' Edmilson jr. 90+3' Emond                                              |
| 5 maart 2016 20:00 Stade Maurice Dufrasne Luik                 | 48' Santini 69' Dompé                                                        | 0-1 1-1 2-1                     | 42' Karelis                              | Valdés Fai, Scholz, Kosanović, Andrade Enoh (13' Maniatis), Trebel, Dossevi Dompé (80' Emond), Santini (89' Arslanagic), Edmilson jr.             | 2' Enoh 88' Edmilson jr. 90+3' Emond                                              |
| 13 maart 2016 18:00 Achter de Kazerne Mechelen                 | KV Mechelen                                                                  | 4-0                             | Standard Luik                            | Valdés Goreux, Scholz, Kosanović, Andrade (46' Miya) Maniatis, Trebel, Dossevi Dompé (72' Badibanga), Santini, Boschilia (17' Arslanagic)         | 11' Kosanović 11' Valdés 11' Maniatis 45' Trebel 78' Miya                         |
| 13 maart 2016 18:00 Achter de Kazerne Mechelen                 | 12' Hanni 15' Verdier 42' Verdier 78' Hanni                                  | 1-0 2-0 3-0 4-0                 |                                          | Valdés Goreux, Scholz, Kosanović, Andrade (46' Miya) Maniatis, Trebel, Dossevi Dompé (72' Badibanga), Santini, Boschilia (17' Arslanagic)         | 11' Kosanović 11' Valdés 11' Maniatis 45' Trebel 78' Miya                         |
| Play-off II A                                                  |                                                                              |                                 |                                          | |                                                                                   |
| 3 april 2016 20:00 Freethiel Beveren                           | Waasland-Beveren                                                             | 0-1                             | Standard Luik                            | Hubert Fai, Arslanagic, Kosanović, Fiore Legear (66' Gobitaka), Maniatis, Trebel, Badibanga Tetteh (12' Santini), Emond (83' Cuypers)             | 76' Hubert                                                                        |
| 3 april 2016 20:00 Freethiel Beveren                           |                                                                              | 0-1                             | 45' Legear                               | Hubert Fai, Arslanagic, Kosanović, Fiore Legear (66' Gobitaka), Maniatis, Trebel, Badibanga Tetteh (12' Santini), Emond (83' Cuypers)             | 76' Hubert                                                                        |
| 10 april 2016 20:00 Stade Maurice Dufrasne Luik                | Standard Luik                                                                | 1-1                             | KV Kortrijk                              | Valdés Goreux, Arslanagic, S. Mmaee, Andrade Maniatis, Trebel (71' Remacle), Dossevi Dompé (56' Boschilia), R. Mmaee (76' Santini), Edmilson jr.  | 7' S. Mmaee 90+2' Dossevi 90+5' Goreux                                            |
| 10 april 2016 20:00 Stade Maurice Dufrasne Luik                | 31' Maniatis (pen.)                                                          | 0-1 1-1                         | 12' Papazoglou                           | Valdés Goreux, Arslanagic, S. Mmaee, Andrade Maniatis, Trebel (71' Remacle), Dossevi Dompé (56' Boschilia), R. Mmaee (76' Santini), Edmilson jr.  | 7' S. Mmaee 90+2' Dossevi 90+5' Goreux                                            |
| 17 april 2016 20:00 Le Canonnier Moeskroen                     | Moeskroen-Péruwelz                                                           | 2-0                             | Standard Luik                            | Thuram Goreux, Arslanagic, Kosanović, Fai Okita, Boschilia, Fiore, Badibanga (46' Dompé) Santini (63' Enoh), R. Mmaee (72' Tetteh)                | 32' Fai 60' Fai 79' Dompé 83' Fiore                                               |
| 17 april 2016 20:00 Le Canonnier Moeskroen                     | 7' Hubert 56' Šćepović                                                       | 1-0 2-0                         |                                          | Thuram Goreux, Arslanagic, Kosanović, Fai Okita, Boschilia, Fiore, Badibanga (46' Dompé) Santini (63' Enoh), R. Mmaee (72' Tetteh)                | 32' Fai 60' Fai 79' Dompé 83' Fiore                                               |
| 22 april 2016 20:30 Stade Maurice Dufrasne Luik                | Standard Luik                                                                | 4-1                             | Moeskroen-Péruwelz                       | Hubert Goreux (67' Fiore), Arslanagic, Kosanović, Achaoui (76' Rochinha) Boschilia, Maniatis, Miya (60' Enoh) Dossevi, Tetteh, Edmilson jr.       |                                                                                   |
| 22 april 2016 20:30 Stade Maurice Dufrasne Luik                | 31' Miya 51' Maniatis 73' Boschilia 77' Tetteh                               | 0-1 1-1 2-1 3-1 4-1             | 6' Marković                              | Hubert Goreux (67' Fiore), Arslanagic, Kosanović, Achaoui (76' Rochinha) Boschilia, Maniatis, Miya (60' Enoh) Dossevi, Tetteh, Edmilson jr.       |                                                                                   |
| 30 april 2016 20:30 Guldensporenstadion Kortrijk               | KV Kortrijk                                                                  | 1-0                             | Standard Luik                            | Hubert Fai, S. Mmaee, Kosanović, Andrade Enoh (71' Rochinha), Remacle, Miya (58' R. Mmaee) Okita (78' Emond), Tetteh, Dompé                       | 85' Fai                                                                           |
| 30 april 2016 20:30 Guldensporenstadion Kortrijk               | 90' Sarr                                                                     | 1-0                             |                                          | Hubert Fai, S. Mmaee, Kosanović, Andrade Enoh (71' Rochinha), Remacle, Miya (58' R. Mmaee) Okita (78' Emond), Tetteh, Dompé                       | 85' Fai                                                                           |
| 7 mei 2016 18:00 Stade Maurice Dufrasne Luik                   | Standard Luik                                                                | 2-0                             | Waasland-Beveren                         | Hubert Fai, S. Mmaee (20' Arslanagic), Kosanović (32' Fiore), Andrade Enoh, Remacle (68' Deom), Miya Dossevi, Santini, Edmilson jr.               | 51' Arslanagic                                                                    |
| 7 mei 2016 18:00 Stade Maurice Dufrasne Luik                   | 8' Santini 75' Edmilson jr.                                                  | 1-0 2-0                         |                                          | Hubert Fai, S. Mmaee (20' Arslanagic), Kosanović (32' Fiore), Andrade Enoh, Remacle (68' Deom), Miya Dossevi, Santini, Edmilson jr.               | 51' Arslanagic                                                                    |

* De wedstrijd Charleroi-Standard (25 oktober 2015) werd een poos gestaakt omdat de supporters vuurwerk op het veld hadden gegooid.

** De wedstrijd Zulte Waregem-Standard (27 november 2015) werd wegens de toegenomen terreurdreiging zonder uitsupporters gespeeld.

### Overzicht
| Speeldag  | 1  | 2  | 3 | 4 | 5 | 6  | 7  | 8  | 9  | 10 | 11 | 12 | 13 | 14 | 15 | 16 | 17 | 18 | 19 | 20 | 21 | 22 | 23 | 24 | 25 | 26 | 27 | 28 | 29 | 30 |  | 1 | 2 | 3 | 4 | 5 | 6  |
| --------- | -- | -- | - | - | - | -- | -- | -- | -- | -- | -- | -- | -- | -- | -- | -- | -- | -- | -- | -- | -- | -- | -- | -- | -- | -- | -- | -- | -- | -- |  | - | - | - | - | - | -- |
| Resultaat | v  | w  | w | g | v | v  | v  | v  | g  | v  | v  | w  | w  | v  | w  | g  | w  | g  | w  | v  | w  | w  | v  | w  | v  | v  | w  | g  | w  | v  |  | w | g | v | w | v | w  |
| Punten    | 0  | 3  | 6 | 7 | 7 | 7  | 7  | 7  | 8  | 8  | 8  | 11 | 14 | 14 | 17 | 18 | 21 | 22 | 25 | 25 | 28 | 31 | 31 | 34 | 34 | 34 | 37 | 38 | 41 | 41 |  | 3 | 4 | 4 | 7 | 7 | 10 |
| Positie   | 13 | 11 | 4 | 7 | 9 | 11 | 13 | 15 | 15 | 15 | 16 | 15 | 11 | 13 | 11 | 12 | 9  | 9  | 7  | 9  | 8  | 7  | 7  | 7  | 8  | 8  | 7  | 8  | 6  | 7  |  | 1 | 1 | 3 | 2 | 2 | 2  |

### Klassement

#### Reguliere competitie
|       |    |                     | P  | W  | G  | V  | +  | -  | DS  | Ptn |
| ----- | -- | ------------------- | -- | -- | -- | -- | -- | -- | --- | --- |
| PO I  | 1  | Club Brugge         | 30 | 21 | 1  | 8  | 64 | 30 | +34 | 64  |
| PO I  | 2  | AA Gent             | 30 | 17 | 9  | 4  | 56 | 29 | +27 | 60  |
| PO I  | 3  | RSC Anderlecht      | 30 | 15 | 10 | 5  | 51 | 29 | +22 | 55  |
| PO I  | 4  | KV Oostende         | 30 | 14 | 7  | 9  | 55 | 44 | +11 | 49  |
| PO I  | 5  | KRC Genk            | 30 | 14 | 6  | 10 | 42 | 30 | +12 | 48  |
| PO I  | 6  | Zulte Waregem       | 30 | 12 | 7  | 11 | 51 | 50 | +1  | 43  |
| PO II | 7  | Standard Luik       | 30 | 12 | 5  | 13 | 41 | 51 | −10 | 41  |
| PO II | 8  | Sporting Charleroi  | 30 | 10 | 9  | 11 | 36 | 39 | −3  | 39  |
| PO II | 9  | KV Kortrijk         | 30 | 10 | 9  | 11 | 31 | 35 | −4  | 39  |
| PO II | 10 | KV Mechelen         | 30 | 10 | 7  | 13 | 48 | 50 | −2  | 37  |
| PO II | 11 | KSC Lokeren         | 30 | 8  | 10 | 12 | 35 | 40 | −5  | 34  |
| PO II | 12 | Waasland-Beveren    | 30 | 5  | 10 | 15 | 40 | 57 | −17 | 33  |
| PO II | 13 | STVV                | 30 | 8  | 6  | 16 | 28 | 47 | −19 | 30  |
| PO II | 14 | Moeskroen-Péruwelz  | 30 | 7  | 9  | 14 | 39 | 51 | −12 | 30  |
|       | 15 | KVC Westerlo        | 30 | 7  | 9  | 14 | 35 | 59 | −24 | 30  |
| D     | 16 | Oud-Heverlee Leuven | 30 | 7  | 8  | 15 | 42 | 53 | −11 | 29  |

#### Play-off II A
| #  | Club               | P | W | G | V | +  | -  | DS | Ptn |
| -- | ------------------ | - | - | - | - | -- | -- | -- | --- |
| 1. | KV Kortrijk        | 6 | 4 | 2 | 0 | 13 | 5  | +8 | 14  |
| 2. | Standard Luik      | 6 | 3 | 1 | 2 | 8  | 5  | +3 | 10  |
| 3. | Moeskroen-Péruwelz | 6 | 1 | 2 | 3 | 5  | 8  | −3 | 5   |
| 4. | Waasland-Beveren   | 6 | 1 | 1 | 4 | 3  | 11 | −8 | 4   |

## Beker van België

### Wedstrijden
| Wedstrijddetails                                         | Thuisploeg                       | Uitslag             | Uitploeg                            | Opstelling | Kaarten                                             |
| -------------------------------------------------------- | -------------------------------- | ------------------- | ----------------------------------- | --- | --------------------------------------------------- |
| 1/16 finale                                              |                                  |                     |                                     | |                                                     |
| 23 september 2015 20:30 Henri Houtsaegerstadion Koksijde | KVV Coxyde (II)                  | 2-3                 | Standard Luik                       | Hubert Badibanga (46' Dussaut), Teixeira, Arslanagic, Fiore Kasmi, De Sart (75' Rochinha), Trebel Dossevi (65' Brüls), Emond, Knockaert   | 49' Arslanagic 62' Fiore 90' Emond                  |
| 23 september 2015 20:30 Henri Houtsaegerstadion Koksijde | 13' De Cuyper 49' Ternier (pen.) | 0-1 1-1 1-2 2-2 2-3 | 12' Teixeira 21' Teixeira 81' Brüls | Hubert Badibanga (46' Dussaut), Teixeira, Arslanagic, Fiore Kasmi, De Sart (75' Rochinha), Trebel Dossevi (65' Brüls), Emond, Knockaert   | 49' Arslanagic 62' Fiore 90' Emond                  |
| 1/8 finale                                               |                                  |                     |                                     | |                                                     |
| 2 december 2015 20:30 Stade Maurice Dufrasne Luik        | Standard Luik                    | 2-0                 | Sint-Truidense VV                   | Hubert Goreux, Arslanagic, Scholz, Van Damme Dossevi, Yatabaré, Trebel Knockaert (83' Brüls), Santini (72' Emond), Legear (14' Badibanga) | 39' Yatabaré                                        |
| 2 december 2015 20:30 Stade Maurice Dufrasne Luik        | 19' Yatabaré 44' Arslanagic      | 1-0 2-0             |                                     | Hubert Goreux, Arslanagic, Scholz, Van Damme Dossevi, Yatabaré, Trebel Knockaert (83' Brüls), Santini (72' Emond), Legear (14' Badibanga) | 39' Yatabaré                                        |
| Kwartfinale                                              |                                  |                     |                                     | |                                                     |
| 17 december 2015 20:30 Stade Maurice Dufrasne Luik       | Standard Luik                    | 2-0                 | KV Kortrijk                         | Hubert Milec, Teixeira, Scholz, Van Damme Yatabaré (61' Enoh), Trebel, Knockaert Dossevi, Santini (85' Emond), Legear (70' Badibanga)     | 24' Trebel                                          |
| 17 december 2015 20:30 Stade Maurice Dufrasne Luik       | 9' Teixeira 36' Dossevi          | 1-0 2-0             |                                     | Hubert Milec, Teixeira, Scholz, Van Damme Yatabaré (61' Enoh), Trebel, Knockaert Dossevi, Santini (85' Emond), Legear (70' Badibanga)     | 24' Trebel                                          |
| Halve finale                                             |                                  |                     |                                     | |                                                     |
| 20 januari 2016 20:45 Stade Maurice Dufrasne Luik        | Standard Luik                    | 2-0                 | KRC Genk                            | Hubert Goreux, Scholz, Kosanović, Fiore Yatabaré (80' Legear), Trebel, Boschilia (62' Enoh) Dossevi, Santini, Edmilson jr. (88' Andrade)  |                                                     |
| 20 januari 2016 20:45 Stade Maurice Dufrasne Luik        | 6' Edmilson jr. 31' Trebel       | 1-0 2-0             |                                     | Hubert Goreux, Scholz, Kosanović, Fiore Yatabaré (80' Legear), Trebel, Boschilia (62' Enoh) Dossevi, Santini, Edmilson jr. (88' Andrade)  |                                                     |
| 2 februari 2016 20:45 Cristal Arena Genk                 | KRC Genk                         | 1-1                 | Standard Luik                       | Valdés Goreux, Scholz, Kosanović, Fiore Enoh, Trebel, Boschilia (46' Brüls) Dossevi (83' Dompé), Santini (66' Tetteh), Edmilson jr.       | 51' Fiore 78' Brüls                                 |
| 2 februari 2016 20:45 Cristal Arena Genk                 | 20' Karelis                      | 1-0 1-1             | 28' Trebel                          | Valdés Goreux, Scholz, Kosanović, Fiore Enoh, Trebel, Boschilia (46' Brüls) Dossevi (83' Dompé), Santini (66' Tetteh), Edmilson jr.       | 51' Fiore 78' Brüls                                 |
| Finale                                                   |                                  |                     |                                     | |                                                     |
| 20 maart 2016 16:00 Koning Boudewijnstadion Brussel      | Club Brugge                      | 1-2                 | Standard Luik                       | Valdés Fai, Scholz, Kosanović, Andrade Maniatis, Trebel (75' Emond), Dossevi Dompé, Santini (90+3' Legaer), Edmilson jr. (90' Arslanagic) | 7' Trebel 39' Andrade 57' Edmilson jr. 90+5' Valdés |
| 20 maart 2016 16:00 Koning Boudewijnstadion Brussel      | 27' Refaelov                     | 0-1 1-1 1-2         | 17' Dompé 88' Santini               | Valdés Fai, Scholz, Kosanović, Andrade Maniatis, Trebel (75' Emond), Dossevi Dompé, Santini (90+3' Legaer), Edmilson jr. (90' Arslanagic) | 7' Trebel 39' Andrade 57' Edmilson jr. 90+5' Valdés |

## UEFA Europa League

### Wedstrijden
| Wedstrijddetails                                           | Thuisploeg                             | Uitslag         | Uitploeg       | Opstelling | Kaarten                                                |
| ---------------------------------------------------------- | -------------------------------------- | --------------- | -------------- | --- | ------------------------------------------------------ |
| Derde voorronde                                            |                                        |                 |                | |                                                        |
| 30 juli 2015 20:30 Stade Maurice Dufrasne Luik             | Standard Luik                          | 2-1             | FK Željezničar | Thuram Milec, Faty, Scholz, Van Damme J. De Sart (54' A. De Sart), Enoh, Trebel Badibanga (67' Kasmi), Santini, Knockaert (85' Yattara)       | 28' Knockaert                                          |
| 30 juli 2015 20:30 Stade Maurice Dufrasne Luik             | 16' Kosorić (own) 28' Knockaert        | 1-0 2-0 2-1     | 64' Đelmić     | Thuram Milec, Faty, Scholz, Van Damme J. De Sart (54' A. De Sart), Enoh, Trebel Badibanga (67' Kasmi), Santini, Knockaert (85' Yattara)       | 28' Knockaert                                          |
| 6 augustus 2015 21:05 Asim Ferhatović Hasestadion Sarajevo | FK Željezničar                         | 0-1             | Standard Luik  | Thuram Milec, Faty, Teixeira, Van Damme El Messaoudi (60' J. De Sart), Enoh, Trebel Badibanga (80' Andrade), Santini (71' Yattara), Knockaert | 13' Van Damme                                          |
| 6 augustus 2015 21:05 Asim Ferhatović Hasestadion Sarajevo |                                        | 0-1             | 69' Van Damme  | Thuram Milec, Faty, Teixeira, Van Damme El Messaoudi (60' J. De Sart), Enoh, Trebel Badibanga (80' Andrade), Santini (71' Yattara), Knockaert | 13' Van Damme                                          |
| Play-off                                                   |                                        |                 |                | |                                                        |
| 20 augustus 2015 19:00 Akerstadion Molde                   | Molde FK                               | 2-0             | Standard Luik  | Thuram Milec (46' Yattara), Faty, Teixeira, Van Damme El Messaoudi (53' J. De Sart), Enoh, Trebel Andrade, Santini (66' Badibanga), Knockaert | 66' Enoh 76' Knockaert 90+3' Van Damme                 |
| 20 augustus 2015 19:00 Akerstadion Molde                   | 23' Høiland 28' Elyounoussi            | 1-0 2-0         |                | Thuram Milec (46' Yattara), Faty, Teixeira, Van Damme El Messaoudi (53' J. De Sart), Enoh, Trebel Andrade, Santini (66' Badibanga), Knockaert | 66' Enoh 76' Knockaert 90+3' Van Damme                 |
| 27 augustus 2015 20:30 Stade Maurice Dufrasne Luik         | Standard Luik                          | 3-1             | Molde FK       | Thuram Andrade, Faty, Fiore, Van Damme Brüls (74' Legear), Enoh, Trebel, Knockaert Santini, Yattara                                           | 13' Trebel 54' Faty 56' Yattara 90' Knockaert 90' Enoh |
| 27 augustus 2015 20:30 Stade Maurice Dufrasne Luik         | 26' Knockaert 48' Santini 90+5' Trebel | 1-0 1-1 2-1 3-1 | 42' Hussain    | Thuram Andrade, Faty, Fiore, Van Damme Brüls (74' Legear), Enoh, Trebel, Knockaert Santini, Yattara                                           | 13' Trebel 54' Faty 56' Yattara 90' Knockaert 90' Enoh |

## Statistieken
De speler met de meeste doelpunten werd in het geel aangeduid, de speler met de meeste wedstrijden in het groen.
| Nr. | Naam               | Eerste klasse | Eerste klasse | Beker van België | Beker van België | Europa League | Europa League | Totaal | Totaal |
| Nr. | Naam               | Wed           | Goals         | Wed              | Goals            | Wed           | Goals         | Wed    | Goals  |
| --- | ------------------ | ------------- | ------------- | ---------------- | ---------------- | ------------- | ------------- | ------ | ------ |
| 1.  | Víctor Valdés      | 6             | 0             | 2                | 0                | 0             | 0             | 8      | 0      |
| 2.  | Réginal Goreux     | 17            | 0             | 3                | 0                | 0             | 0             | 20     | 0      |
| 3.  | Ahmed El Messaoudi | 1             | 0             | 0                | 0                | 2             | 0             | 3      | 0      |
| 4.  | Ricardo Faty       | 5             | 1             | 0                | 0                | 4             | 0             | 9      | 1      |
| 5.  | Jorge Teixeira     | 16            | 1             | 2                | 3                | 2             | 0             | 20     | 4      |
| 6.  | Jérôme Deom        | 1             | 0             | 0                | 0                | 0             | 0             | 1      | 0      |
| 7.  | Anthony Knockaert  | 20            | 5             | 3                | 0                | 4             | 2             | 27     | 7      |
| 7.  | Giannis Maniatis   | 8             | 2             | 1                | 0                | 0             | 0             | 9      | 2      |
| 8.  | Faysel Kasmi       | 4             | 0             | 1                | 0                | 1             | 0             | 6      | 0      |
| 8.  | Gabriel Boschilia  | 10            | 2             | 2                | 0                | 0             | 0             | 12     | 2      |
| 9.  | Renaud Emond       | 21            | 2             | 4                | 0                | 0             | 0             | 25     | 2      |
| 10. | Mohamed Yattara    | 12            | 1             | 0                | 0                | 4             | 0             | 16     | 1      |
| 10. | Jean-Luc Dompé     | 8             | 1             | 2                | 1                | 0             | 0             | 10     | 2      |
| 11. | Benjamin Tetteh    | 15            | 2             | 1                | 0                | 0             | 0             | 16     | 2      |
| 12. | Beni Badibanga     | 23            | 1             | 3                | 0                | 3             | 0             | 29     | 1      |
| 13. | Alexander Scholz   | 15            | 0             | 5                | 0                | 1             | 0             | 21     | 0      |
| 14. | Christian Brüls    | 10            | 1             | 3                | 1                | 1             | 0             | 14     | 2      |
| 15. | Julien De Sart     | 12            | 0             | 1                | 0                | 3             | 0             | 16     | 0      |
| 15. | Farouk Miya        | 4             | 1             | 0                | 0                | 0             | 0             | 4      | 1      |
| 16. | Yohann Thuram      | 12            | 0             | 0                | 0                | 4             | 0             | 16     | 0      |
| 17. | Mathieu Dossevi    | 26            | 5             | 6                | 1                | 0             | 0             | 32     | 6      |
| 18. | Ivan Santini       | 27            | 11            | 5                | 1                | 4             | 1             | 36     | 13     |
| 19. | Damien Dussaut     | 1             | 0             | 1                | 0                | 0             | 0             | 2      | 0      |
| 20. | Samy Mmaee         | 4             | 0             | 0                | 0                | 0             | 0             | 4      | 0      |
| 21. | Eyong Enoh         | 17            | 1             | 3                | 0                | 4             | 0             | 24     | 1      |
| 22. | Edmilson jr.       | 11            | 2             | 3                | 1                | 0             | 0             | 14     | 3      |
| 23. | Adrien Trebel      | 30            | 1             | 6                | 2                | 4             | 1             | 40     | 4      |
| 24. | Corentin Fiore     | 22            | 0             | 3                | 0                | 1             | 0             | 26     | 0      |
| 25. | Rochinha           | 2             | 0             | 1                | 0                | 0             | 0             | 3      | 0      |
| 26. | Senne Vits         | 0             | 0             | 0                | 0                | 0             | 0             | 0      | 0      |
| 27. | Darwin Andrade     | 16            | 0             | 2                | 0                | 3             | 0             | 21     | 0      |
| 28. | Guillaume Hubert   | 18            | 0             | 4                | 0                | 0             | 0             | 22     | 0      |
| 29. | Hugo Cuypers       | 1             | 0             | 0                | 0                | 0             | 0             | 1      | 0      |
| 30. | Jonathan Legear    | 10            | 2             | 4                | 0                | 1             | 0             | 15     | 2      |
| 32. | Collins Fai        | 7             | 0             | 1                | 0                | 0             | 0             | 8      | 0      |
| 33. | Miloš Kosanović    | 14            | 1             | 3                | 0                | 0             | 0             | 17     | 1      |
| 35. | Achraf Achaoui     | 1             | 0             | 0                | 0                | 0             | 0             | 1      | 0      |
| 36. | Dino Arslanagic    | 21            | 1             | 3                | 1                | 0             | 0             | 24     | 2      |
| 37. | Jelle Van Damme    | 17            | 2             | 2                | 0                | 4             | 1             | 23     | 3      |
| 44. | Martin Remacle     | 3             | 0             | 0                | 0                | 0             | 0             | 3      | 0      |
| 54. | Alexis De Sart     | 0             | 0             | 0                | 0                | 1             | 0             | 1      | 0      |
| 60. | Sambou Yatabaré    | 13            | 0             | 3                | 1                | 0             | 0             | 16     | 1      |
| 66. | Martin Milec       | 12            | 1             | 1                | 0                | 3             | 0             | 16     | 1      |
| 77. | Jonathan Okita     | 2             | 0             | 0                | 0                | 0             | 0             | 2      | 0      |
| 97. | Ryan Mmaee         | 5             | 0             | 0                | 0                | 0             | 0             | 5      | 0      |
| 98. | Fadel Gobitaka     | 3             | 0             | 0                | 0                | 0             | 0             | 3      | 0      |

## Afbeeldingen

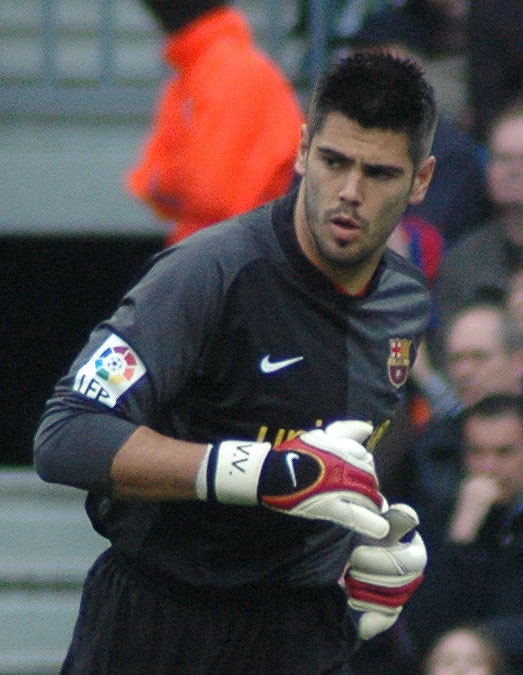
Víctor Valdés (doelman)
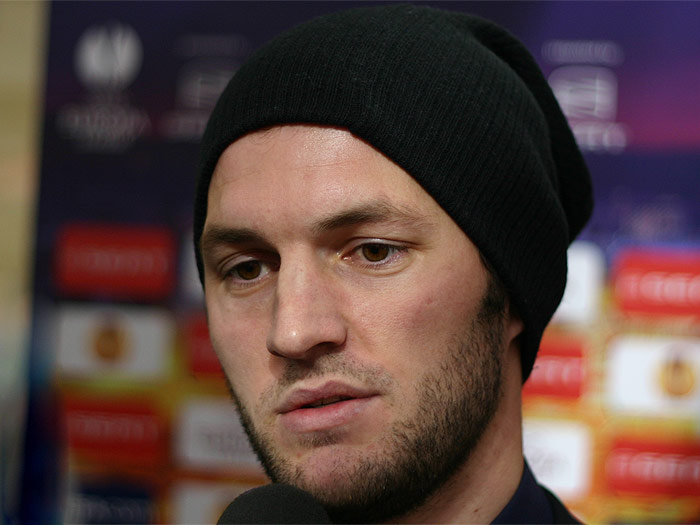
Jelle Van Damme (verdediger)
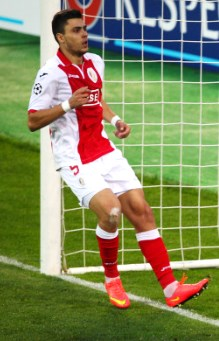
Jorge Teixeira (verdediger)
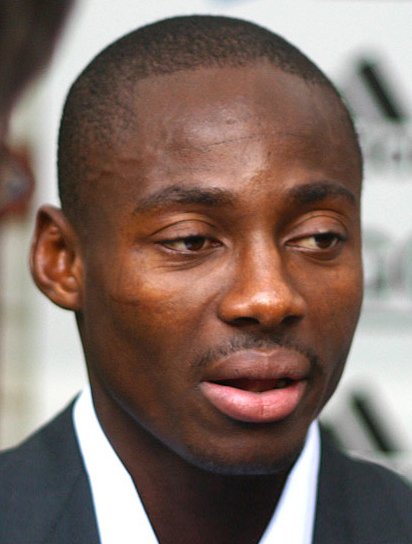
Eyong Enoh (middenvelder)
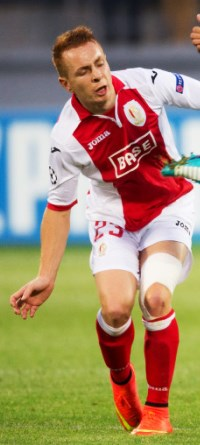
Adrien Trebel (middenvelder)
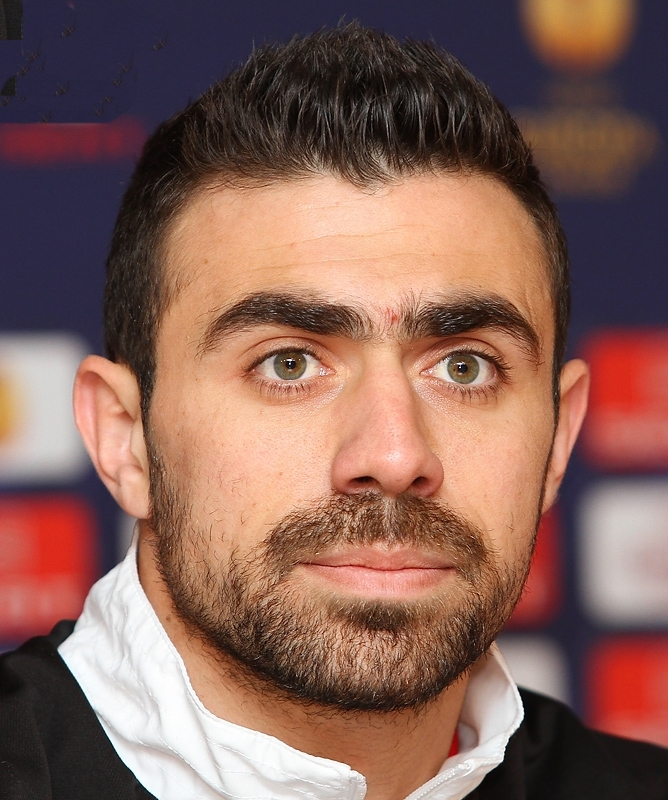
Ioannis Maniatis (middenvelder)
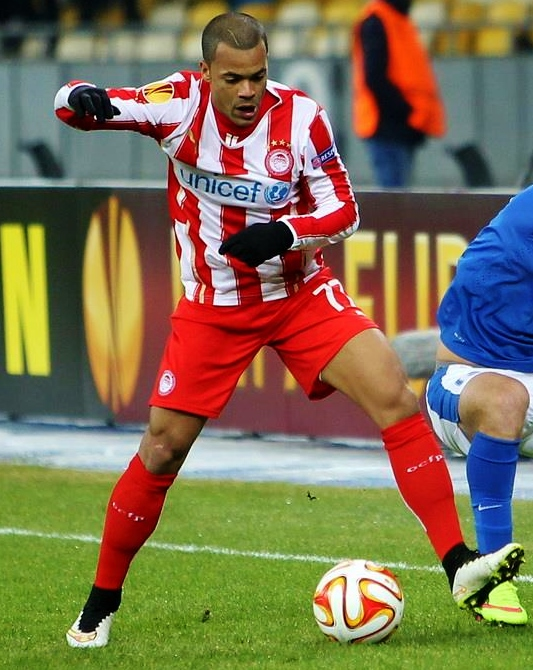
Mathieu Dossevi (middenvelder)
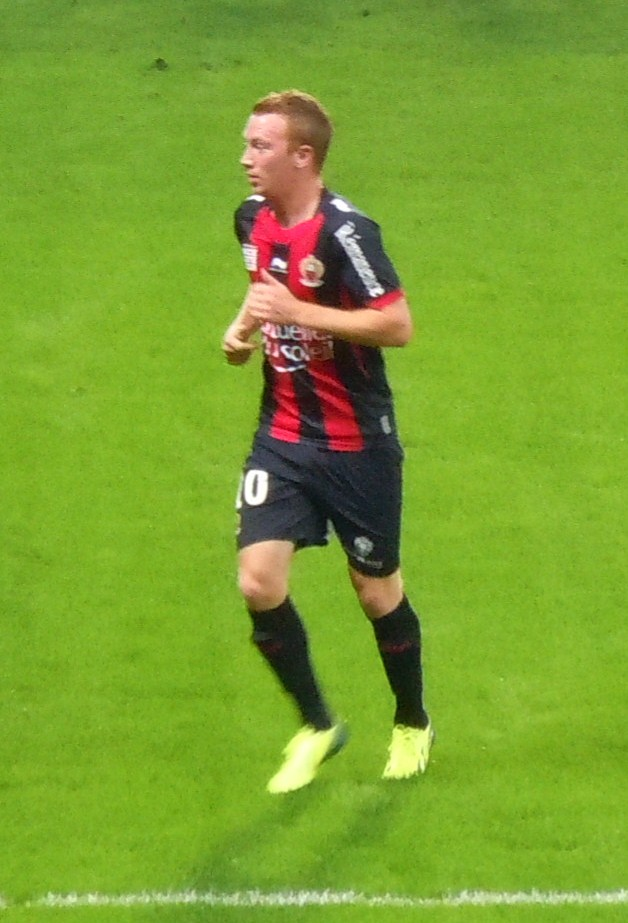
Christian Brüls (middenvelder)
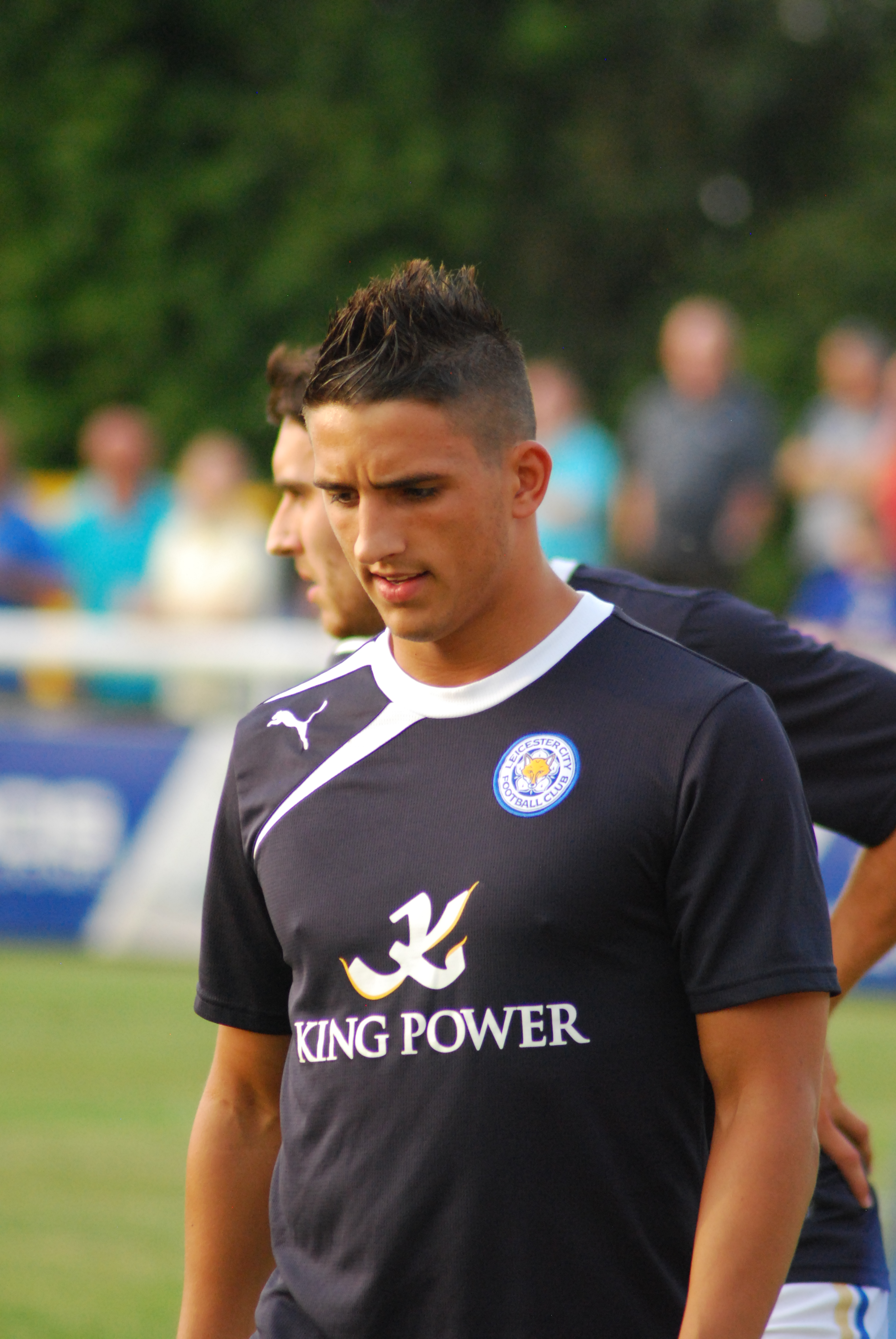
Anthony Knockaert (aanvaller)